# Jan Kaszuba
Jan Kaszuba (ur. 18 maja 1921 w Białymstoku, zm. 15 października 2007) – działacz polonijny, przedsiębiorca, prezes Zarządu Głównego Kongresu Polonii Kanadyjskiej w latach 1980–1986, przewodniczący Rady Polonii Wolnego Świata, współzałożyciel Polsko-Kanadyjskiej Izby Handlowej.

## Życiorys
Absolwent National College of Rubber Technology oraz Chemistry of the Polytechnic w Anglii. Po wybuchu II wojny światowej uczestniczył w polskich działaniach obronnych, jako harcerz w Gdyni. Internowany przez okupanta niemieckiego, zbiegł z niewoli, aresztowany przez gestapo w 1942 r., przez 4 miesiące był przetrzymywany w gdańskim więzieniu. Następnie więzień obozów koncentracyjnych Stutthof i Mauthausen-Gusen, gdzie doczekał w 1945 r., wyzwolenia przez wojska amerykańskie. Żołnierz 2 Korpusu Polskiego we Włoszech. Od 1946 przebywał w Wielkiej Brytanii, a od 1953 na emigracji w Kanadzie, gdzie w 1960 założył własną firmę.
Był między innymi prezesem Koła nr 20 Stowarzyszenia Polskich Kombatantów, organizatorem spotkania Polonii z papieżem Janem Pawłem II w 1984 podczas jego pielgrzymki do Kanady. Założyciel Komitetu Pomocy Polsce (organizacja w ramach pomocy dla NSZZ „Solidarność” i opozycji antykomunistycznej w Polsce, zebrała ponad 6 mln dolarów).